# Bronisław Klabiński
Bronisław Klabiński (ur. 20 sierpnia 1924 w Herne, Niemcy; zm. 13 września 1999 w Menen, Belgia) – polski kolarz szosowy, jeżdżący i mieszkający we Francji, uczestnik Wyścigu Pokoju w latach 1950-51.

## Życiorys
Urodził się w rodzinie polskich emigrantów, którzy mieszkali najpierw w Niemczech, a później przenieśli się do Francji. Miał czterech braci, z których trzech także uprawiało kolarstwo. Byli to: Władysław, Edward i Feliks.

W 1950 wystartował w Wyścigu Pokoju w zespole Polonii Francuskiej (razem z nim w pięcioosobowej drużynie było jeszcze dwóch jego braci Władysław i Feliks). W trakcie wyścigu wygrał dwa etapy: drugi – z Warszawy do Łodzi – i siódmy – z Gottwaldova do Brna. Przez trzy etapy jechał w żółtej koszulce lidera wyścigu. Ostatecznie ukończył tę edycję na drugim miejscu przegrywając z Duńczykiem Willym Emborgiem o 7 minut i 19 sekund. Później w trakcie występów we Francji odniósł ciężką kontuzję w kraksie i nie wrócił już do formy prezentowanej w trakcie tego wyścigu. W następnym roku stanął na starcie wyścigu ponownie w barwach Polonii Francuskiej, ale po dwóch musiał się wycofać z powodu niezaleczonej do końca kontuzji.